# Kuřim
Kuřim (Duits: Gurein) is een Tsjechische stad met circa 9545 inwoners in de regio Zuid-Moravië. De Duitse naam is Gurein.

## Ligging
Kuřim ligt 13 km ten noordwesten van Brno in het district Brno-venkov. Rond de stad liggen verschillende beschermde natuurgebieden, waaronder het bekende Moravský kras. Kuřim bevindt zich op een knooppunt van de verbindingswegen Brno-Svitavy en Brno-Tišnov. Verder loopt het treintraject Brno-Havlíčkův Brod via Kuřim. De stad is omgeven door de bergen: Kuřimská hora, Cimperk, Zlobice en Babí lom. Het oude centrum ligt in een dal tussen de bergen Kuřimská hora, Zborov, Záruba, Horka en Kolíbka.

## Geschiedenis
Het gebied rond Kuřim is waarschijnlijk al bewoond sinds het Paleolithicum. Het oudste document waarin de plaats wordt genoemd is een door koning Ottokar I van Bohemen ondertekende akte uit 1226 voor de herbouw van de oorspronkelijke laat-romaanse kerk, gewijd aan de heilige Maria Magdalena. In 1405 verkocht Jobst van Mähren de plaats aan Milota van Křižanov. Van 1464 tot 1527 was Kuřim bezit van de heren van Boskovice, die de plaats verkochten aan Siegmund Nekesch van Landeck. Na diens dood verkocht aartsbisschop Johann XVI Dubraw uit Olomouc de plaats in 1547 voor Siegmunds onmondige erven aan de stad Brno.
De stad Brno vestigde in de burcht van Kuřim het administratief centrum voor al haar grondbezit en gaf Kuřim in 1570 stadsrechten. Gedurende de Dertigjarige Oorlog werd Kuřim in 1645 door de Zweden verwoest. Daarna heeft het lang geduurd voor de stad weer werd opgebouwd. In 1679 werd op het plein een standbeeld van de heilige Florianus opgericht. In 1722 ontstond de waterkapel van Johannes van Nepomuk bij een bron op de berg Kurimska hora. In 1729 volgde de opheffing van het galgstrafrecht. In het midden van de 18e eeuw behoorden tot Kuřim twee buurtschappen: Závist en Lhotka. Lhotka bestaat tegenwoordig niet meer. Dit plaatsje bevond zich bij een bosje genaamd Šiberná dicht bij de huidige straat Česká 22.
Gedurende de Eerste Silezische Oorlog marcheerden Pruisische troepen op 11 februari 1742 Kuřim binnen vanuit Černá Hora, en Frederik II overnachtte in het gastenverblijf. In 1768 verwoestte een brand een deel van de stad. Sinds 1785 wordt Kuřim als plaats met economisch belang aangeduid. 
Op 25 november 1805 werd Kuřim bezet door Franse troepen, die ongeveer twee maanden in Kuřim bleven. In deze periode was Napoleon Bonaparte onderweg naar Čebín en hij overnachtte op 2 december in Kuřim. In 1809 trokken wederom Franse soldaten door Kuřim. In 1825 verwoestte een brand een groot deel van de plaats. Van 1829 tot 1832 ontstond de verbindingsweg van Brno naar Tišnov via Kuřim als aansluiting op de toenmalige rijksweg naar Bohemen. Keizer Ferdinand I van Oostenrijk verleende Kuřim in 1844 het recht om een veemarkt te houden. Met de opheffing van het oude patrimoniaalrecht in het jaar 1848 eindigde de rechterlijke macht van Brno over Kuřim. In 1855 werd Kuřim deel van district Tišnov en van 1868 tot 1896 behoorde Kuřim tot het district Brno. In de burcht werd in 1884 een Duitse school voor weeskinderen uit Brno geopend. Een jaar later werd de spoorweg van Brno naar Tišnov via Kuřim in gebruik genomen, in 1911 volgde een spoorverbinding van Kuřim naar Veverská Bítýška. In 1889 begon de bouw van de Hofvleugel aan de burcht. Vanaf 1896 behoorde Kuřim opnieuw tot het district Tisnov. Alleen gedurende de opheffing van dit district tussen 1942 en 1945 behoorde Kuřim weer tot het district Brno.
Kuřim ontwikkelde zich tot een centrum voor machinebouw. Geproduceerd werden onder andere onderdelen voor Underwood schrijfmachines, en de tweetaktmotor van het merk Z (ook wel Zet of Zetka) van de firma Československá zbrojovka uit Brno. Gedurende de Tweede Wereldoorlog lag Kuřim in het Protectoraat Bohemen en Moravië. In 1940 richtte de Československá zbrojovka ook de industrie van Kuřim voor de productie van wapens in. Onder de codenaam Axinit begonnen de Duitse Klöckner-Werke met inzet van dwangarbeiders met de bouw van een werkkamp en de bijbehorende woningen voor het personeel. Op 25 augustus 1944 verwoestten Amerikaanse bommen het industriegebied en op 25 en 26 april werd Kuřim door de Russische luchtmacht gebombardeerd. Na diverse gebouwen in brand te hebben gestoken en de bruggen te hebben opgeblazen verlieten de Duitsers op 9 mei de stad, die door Russische en Roemeense legereenheden werd bezet. In oktober 1945 werd een interneringskamp voor Duitsers ingericht.
Nadat de oorlog afgelopen was begonnen de zware industrie in Kuřim met het opbouwen van de normale productie. De machinebouwfabriek TOS maakte de door Klöckner begonnen bouw van de wooneenheden af. Bovendien werden in de jaren 50 enige nieuwe woonwijken en een cultureel centrum gebouwd. Het inwonersaantal nam gestaag toe. In 1985 ontstond het zwembad dat na 1990 gemoderniseerd werd.
De belangrijkste bedrijven in de stad zijn werktuigmachinebouw TOS Kuřim en WALTER Kuřim s.r.o.

## Bezienswaardigheden
- De St. Maria Magdalena barokkerk, gebouwd in 1226.
- De burcht uit het begin van de 16e eeuw die vandaag de dag als schoolgebouw en gevangenis dient.
- De in 1722 gebouwde Waterkapel van de heilige Johannes van Nepomuk op de Kuřimská hora (435 m) die zich ten zuiden van de stad bevindt.
- Op ongeveer drie kilometer ten oosten van Kuřim kan men een mooie wandeltocht maken naar Babi lom (Oma's mijn) (562m boven NAP). Er zijn verschillende wandelroutes mogelijk. In de jaren 1959-1961 is een nieuwe uitkijktoren gebouwd die nog steeds beklommen kan worden. Bij goed zicht is een derde van Zuid-Moravië en een deel van Oostenrijk te zien. Wie buitengewoon geluk heeft met het weer kan zelfs de 200 km verderop gelegen Alpen onderscheiden.